# James Elphinstone, 1.º Lorde Balmerino
James Elphinstone, 1.º Lorde Balmerino (c. 1553 – Balmerino, Fife, julho de 1612) foi um nobre e político escocês, que caiu em desgraça em 1609.

## Vida até 1605
James foi o terceiro filho de Robert Elphinstone, 3.º Lorde Elphinstone, com sua esposa Margaret, filha de John Drummond de Innerpeffray, e nascido por volta de 1553. Foi nomeado juiz do Tribunal de Sessões em 4 de março de 1586, e em 1595, era um dos comissários do Tesouro, conhecidos como otavianos. Em 1598 foi nomeado secretário de Estado do Reino da Escócia e nos cinco anos seguintes foi assessor de Jaime VI.
Jaime VI tinha por ele grande apreço, e quando em 1603, sucedeu a Isabel I de Inglaterra como o monarca da Inglaterra e Irlanda, levou-o consigo para Londres. Em 20 de fevereiro de 1604, James recebeu o título de Lorde Balmerino e tornou-se um membro da Câmara dos Lordes. As terras da abadia cisterciense de Balmerino em Fife tornaram-se sua propriedade. Nesse mesmo ano, Lorde Balmerino foi escolhido como um dos comissários escoceses para tratar da união com a Inglaterra. Em março de 1605 ele foi eleito presidente do Tribunal de Sessões, e enquanto se manteve no cargo fez oposição a George Home, 1.º Conde de Dunbar.

## Queda em desgraça
Acredita-se que Jaime VI pretendia nomeá-lo secretário de Estado para a Inglaterra, mas uma perda de confiança acabou com qualquer possibilidade de promoção. Em 1599, o Papa Clemente VIII recebeu uma carta assinada por Jaime VI, na qual ele pedia para que o papa promovesse a cardeal o bispo de Vaison, William Chisholm (um parente de Balmerino), e elogiava tanto o papa quanto a fé católica. Patrick Gray, o Mestre de Gray enviou uma cópia desta carta para Isabel I, que exigiu de Jaime VI uma explicação. Ele garantiu que a carta era uma falsificação e Balmerino, como secretário de Estado, negou também sua autoria.
Em 1607, quando Jaime VI publicou sua Triplici nodo triplex cuneus durante a controvérsia sobre o juramento de fidelidade, o cardeal Belarmino citou a carta escrita em 1599 como prova do favoritismo de Jaime VI em relação ao catolicismo. Jaime VI convocou então Lorde Balmerino, que explicou que havia escrito a carta e que a havia colocado entre outros documentos oficiais para o rei assinar. Ele foi julgado e, embora não tenha se defendido, isentou o rei de qualquer responsabilidade sobre a carta escrita ao papa, que ele disse ter sido enviada por ele mesmo como uma questão política.
Balmerino foi julgado e sentenciado em 10 de março de 1609 para ser decapitado e esquartejado por ser um traidor. No entanto, a sentença não foi executada. De acordo com um segundo relato de Balmerino, Jaime VI não era avesso à correspondência com o Papa Clemente, mas tinha escrúpulos em se referir a ele por seus títulos apostólicos, que eram, portanto, prefixados por Balmerino à carta que Jaime VI, que tinha conhecimento de seu conteúdo, assinou sem hesitação. Quando o assunto surgiu novamente à tona em 1606, uma grade pressão foi colocada por Dunbar e Robert Cecil, 1.º Conde de Salisbury em Balmerino para induzi-lo a assumir toda a culpa, e com a promessa de que sua vida e propriedades estariam asseguradas caso ele aceitasse em inocentar o rei.
Permaneceu prisioneiro no Palácio de Falkland até outubro de 1609, quando, depois de pagar uma fiança de 40 mil libras, teve acesso livre à cidade e aos terrenos situados até dois quilômetros ao redor. Pouco depois, ele foi autorizado a retornar a sua propriedade em Balmerino, onde morreu em 1612.

## Família
Casou-se, pela primeira vez, com Sarah, filha de John Menteith, com quem teve um filho, John, 2.º Lorde Balmerino; pela segunda vez com Marjory, filha de Hugh Maxwell de Tealing, com quem ele teve um filho James, que recebeu o título em 1607 de Lorde Coupar, e duas filhas, Anne e Mary.